# Roman Bazan
Roman Bazan (ur. 19 sierpnia 1938 w Chorzowie, zm. 18 czerwca 2012 w Sosnowcu) – piłkarz, reprezentant Polski.
W reprezentacji narodowej rozegrał 21 meczów i strzelił 2 bramki, debiutował 22 maja 1963 w Warszawie w wygranym meczu z reprezentacją Grecji (4:0).
Rozegrał najwięcej spotkań w pierwszej lidze w barwach Zagłębia Sosnowiec - 305.